# Porana
Porana – rodzaj roślin z rodziny powojowatych (Convolvulaceae). Obejmuje dwa gatunki. Jeden gatunek – Porana nutans – występuje w południowym Meksyku. Drugi – Porana volubilis – na Półwyspie Indochińskim i wyspach Indonezji, a także jako gatunek introdukowany na Filipinach, w Indiach, na Seszelach, Reunionie i archipelagu Bismarcka.

## Morfologia
PokrójOkazałe liany i zielne pnącza.
LiściePojedyncze, ogonkowe, o blaszce jajowatej, całobrzegiej, z nasadą sercowatą.
KwiatyWyrastają czasem pojedynczo, ale zazwyczaj w gronach i wiechach. Szypułki kwiatowe z liściopodobnymi lub drobnymi i szydlastymi podkwiatkami. Działki kielicha w liczbie 5 są asymetryczne – trzy zewnętrzne powiększają się znacznie podczas owocowania. Korona promienista, biała, dzwonkowata lub lejkowata, całobrzega lub podzielona na 5 łatek. Szyjka słupka pojedyncza, rozwidlona z dwoma nierównymi ramionami zakończonymi kulistymi znamionami.
OwoceKulistawe i podługowate torebki zawierające zazwyczaj tylko jedno, nagie nasiono.

## Systematyka
Pozycja systematyczna
Rodzaj z plemienia Dichondreae z podrodziny Dichondroideae w obrębie rodziny powojowatych (Convolvulaceae).
Wykaz gatunków 
- Porana nutans (Choisy) O'Donell
- Porana volubilis Burm.f.